# Gerda Wegener
Gerda Wegener, registrada en néixer amb el nom Gerda Marie Fredrikke Gottlieb (Hammelev, Municipi de Norddjurs, 15 de març de 1885 (potser 1889) - Frederiksberg, 28 de juliol de 1940), va ser una pintora i il·lustradora danesa. Es donà a conèixer amb les seves il·lustracions per a publicitat, els seus retrats i les escenes eròtiques. La seva obra integra la força de l'expressionisme i el refinament de l'Art déco propi dels anys 20.

## Primers anys i matrimoni
Va créixer a la Jutlàndia rural, al poble de Hammelev, a prop de la ciutat de Grenaa, filla de Justine Østerberg i Emil Gottlieb, un vicari de l'església luterana. El seu pare tenia ascendència hugonota i la seva família era conservadora. Va tenir tres germans, però va ser l'única que va arribar a l'edat adulta.
Va mostrar talent artístic a una edat primerenca i va començar a formar-se. La seva família es va traslladar a Hobro i més tard a Copenhaguen per continuar la seva formació a la Reial Acadèmia de Belles Arts de Dinamarca. Allí mateix es va casar el 1904 amb l'artista Einar Wegener, que després seria Lili Elbe. Ella tenia 19 anys i la seva parella en tenia 22.

## Pintora i il·lustradora
La seva carrera com a artista va començar després de graduar-se a l'Acadèmia el 1907, i el 1908 quan va guanyar un concurs de dibuix del diari Politiken. Aleshores, inspirant-se en la moda, va buscar feina com a il·lustradora per a Vogue, La Vie Parisienne i altres revistes. Tot i que a Dinamarca la gent trobava la seva obra controvertida, aviat es va convertir en una artista coneguda a París, i el màxim exponent de l'art deco del país.
Va fer exposicions en estudis populars d'art d'arreu d'Europa i al 1925 va exposar obra seva a l'Exposició Internacional d'Ats Decoratives de París de 1925; hi obtingué dues medalles d'or i una de bronze. En tornar, va exposar a la Galeria Ole Haslunds de Copenhaguen diverses vegades i als salons més importants del moment: el Salon d'Automne, el Salon des Indépendants i el Salon des Humoristes.
Va tenir amistat amb Ulla Poulsen (1905-2001), una famosa ballarina danesa que es va convertir en un model freqüent dels seus quadres. Ella i el seu marit també eren amics de l'artista Rudolph Tegner i la seva dona Elna. La seva carrera estava ben edificada en un talent excel·lent i alimentada per les peculiaritats del seu matrimoni.

## Canvi de sexe de la seva parella i anul·lació del matrimoni
Tot i que per a molts era una artista amb més talent que la seva parella, va deixar aparcada la seva carrera per ajudar-la i la convertí en la seva model femenina favorita. Va acompanyar i va recolzar Einar en la seva transició a dona transsexual (va canviar el seu nom pel de Lili Elbe), l'operació del qual va ser la primera de reassignació de sexe al món. El rei de Dinamarca va declarar el seu matrimoni nul l'octubre de 1930.
El 1931, després de la mot d'Elbe, Gerda Wegener es va casar amb l'oficial italià Fernando Porta, amb qui es va traslladar al Marroc, on va seguir amb la seva carrera debades. Finalment es van divorciar el 1936, i l'artista va tornar a Dinamarca el 1938. Va exposar per última vegada el 1939, ja sense gaire èxit, i va morir al juliol de 1940.

## Una reflexió sobre el gènere
Gerda fou també pionera d'una nova mirada femenina sobre les altres dones, i una reflexió sobre els límits de gènere. Segons la historiadora de l'art Andrea Rygg Karberg, Gerda Wegener va revolucionar la manera com es retraten les dones en l'art. Al llarg de la història, les dones, que s'havien vist normalment a través de la mirada masculina, es van poder veure a si mateixes en les il·lustracions de Wegener com a dones fortes i belles, com a subjectes conscients, perquè Gerda Wegener ho havia canviat tot.

## Reconeixement i memòria
L'estat francès va condecorar Gerda Wegener amb la Legion d'Honneur pel seu art.
El novembre de 2015, l'art de Wegener es va exposar al Museu d'Art Modern Arken, de Copenhaguen.
El 2016 es va estrenar una pel·lícula sobre el cas, The Danish Girl, dirigida per Tom Hooper i protagonitzada per Eddie Redmayne, en el qual Alicia Vikander interpreta Gerda. Per la seva interpretació, Vikander va guanyar l'Oscar a la millor actriu secundària.

## Llibres il·lustrats per Wegener
- Le Livre des Vikings de Charles Guyot (1920 o 1924)
- Douze sonnets lascifs pour accompagner la suite d'aquarelles intitulée les délassements d'Eros, de Gerda Wegener i Alexandre de Vérineau [Louis Perceau] (1925).

- Une Aventure d'Amour à Venise de Giacomo Casanova. Le Livre du Bibliophile. Georges Briffaut. Collection Le Livre du Bibliophile. Paris. 1927.
- Les Contes de La Fontaine (1928-1929).
- Contes de mon Père le Jars & Sur Talons rouges d'Eric Allatini (1929)
- Fortunio de Théophile Gautier (1934)